# Friedrich W. Loew
Friedrich Wilhelm Loew (* 8. Dezember 1930; † 23. Dezember 2010) war ein deutscher Hotelier.

## Leben
Loew leitete über 60 Jahre das familiengeführte Traditionshotel Loew's Merkur im Zentrum der Stadt Nürnberg.
Mit seinem ehrenamtlichen Engagement in zahlreichen Interessensverbänden prägte er die Hotel- und Gastrolandschaft der Stadt nachhaltig.

## Ehrungen
- 1998: Verdienstkreuz am Bande der Bundesrepublik Deutschland

## Schriften
- Friedrich W. Loew (Hrsg.): Zum Merkur, bitte! Geschichte und Geschichten einer Nürnberger Hoteladresse, Nürnberg 2005, ISBN 3-00-017708-6